# Cassie

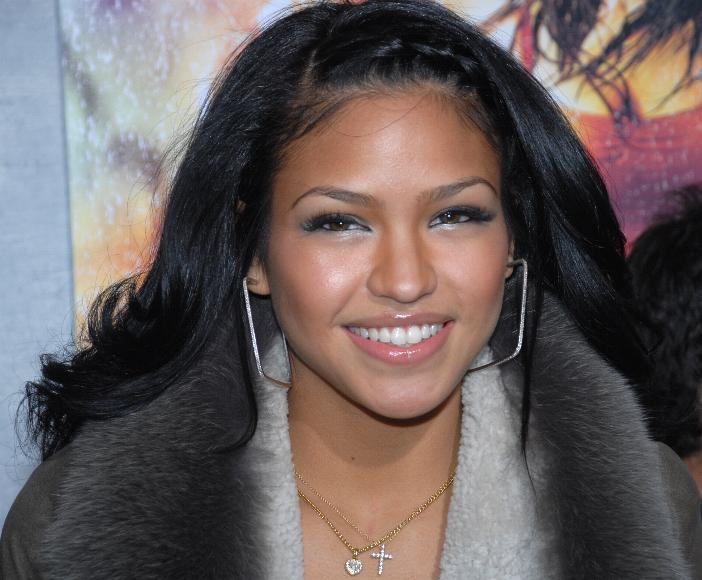
Cassie (2008)

Cassie (eigentlich Casandra Ventura; * 26. August 1986 in New London, Connecticut) ist eine US-amerikanische R&B-Sängerin, Tänzerin und Model.

## Leben und Karriere
Cassie wurde am 26. August 1986 in New London, Connecticut als Tochter eines philippinischen Vaters und einer afroamerikanisch-mexikanischen Mutter geboren. 2004 absolvierte sie die Williams School am Connecticut College und war seither vor allem als Model für die Wilhelmina-Model-Agentur tätig. In dieser Zeit stand sie unter anderem für Adidas, das Complex-Magazin und Abercrombie & Fitch vor der Kamera. Weiterhin modelte sie für Kaufhäuser und das Magazin Seventeen.
Ihr musikalisches Talent wurde nur zufällig entdeckt. Als ihre Mutter Cassie bat, ihr zum Geburtstag ein Lied von ihr zu schenken, traf sie sich mit dem Produzenten und Rapper Ryan Leslie, den sie erst kurz zuvor kennengelernt hatte. Zusammen nahmen sie das Lied Kiss Me auf; die Aufnahme reichte Leslie später an Tommy Mottola, den Vorsitzenden von Sony, weiter. Mottola fand Gefallen an dem Material und beauftragte Leslie mit der Produktion von Cassies Debütalbum. Kurze Zeit später entschied sich Sean Combs dafür, das Model bei Bad Boy Records unter Vertrag zu nehmen.
In den folgenden Monaten wurde Cassie nach Deutschland eingeladen, um für ihr Lied Me & U zu werben. Nachdem das Lied bereits durch das Internet Popularität erlangt hatte und auch in Clubs auf positive Resonanz stieß, wurde es den amerikanischen Radiosendern vorgestellt. Die Single erreicht mitunter Platz 3 in den amerikanischen Billboard-Charts und erreichte sowohl in Deutschland als auch in der Schweiz die Top 20 der Singlecharts. Am 8. August 2006 erschien mit Cassie schließlich das Debütalbum in den amerikanischen, englischen und australischen Plattenläden. Im November 2006 folgte mit Long Way 2 Go die zweite Auskopplung aus dem Album.
Später arbeitete die Sängerin an neuem Material für ihr noch unbetiteltes zweites Studioalbum. Als Schauspielerin trat sie erstmals in Step Up 2, der Fortsetzung des Filmerfolges aus dem Jahre 2006, in Erscheinung. Außerdem spielte sie in dem Video des Liedes Stronger von Kanye West eine kleine Rolle.

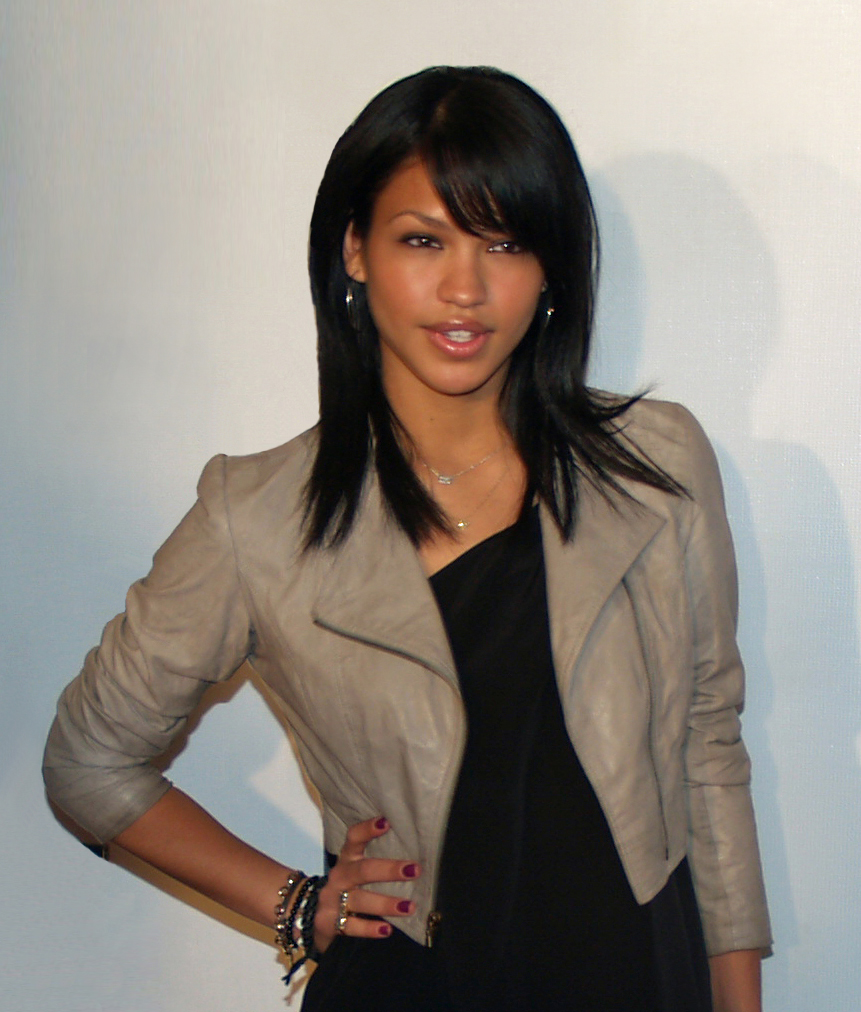
Cassie (2007)

Im Juli 2007 widerlegten die MTV News, dass Cassie ihren Plattenvertrag mit Bad Boy Records verloren hätte. Diddy bestätigte, dass sie mit Kanye West und Pharrell Williams an ihrem zweiten Studioalbum arbeitete, das zunächst den Titel Connecticut Fever trug und später in Electro Love umbenannt wurde. Das Album wurde etliche Male verschoben, da die Vorab-Singles Official Girl featuring Lil Wayne, Must Be Love featuring Diddy und Let’s Get Crazy featuring Akon allesamt floppten. Im Dezember 2009 unterzeichnete Cassie einen Plattenvertrag mit Interscope Records und teilte im Bust Magazine mit, dass sie bereits fünfzig Songs für ein zweites Studioalbum aufgenommen hätte. Cassie wirkte im Musikvideo zur Wiz-Khalifa-Single Roll Up mit.
Anfang 2012 sollte schließlich ihr zweites Studioalbum mit dem Titel King of Hearts erscheinen. Die gleichnamige Vorab-Single wurde am 14. Februar 2012 veröffentlicht, wurde aber trotz positiver Resonanz von Kritikern kein kommerzieller Erfolg. Eine weitere Single namens Balcony featuring Young Jeezy, die im September 2012 erschien, wurde ebenso kaum beachtet. Einer von Cassies Songs mit dem Titel Money on Love wurde von Nicki Minaj als The Boys neu aufgenommen und als Single aus dem Re-Release ihres Albums Pink Friday: Roman Reloaded ausgekoppelt. Cassie erschien auf der Nicki-Minaj-Version als Feature-Act. Im April 2013 veröffentlichte sie schließlich statt eines neuen Albums das Mixtape mit dem Titel #RockaByeBaby. Im Sommer 2013 war sie außerdem als Frontgirl der Forever-21-Kollektion präsent.
Nachdem Cassie 2016 in einer Hauptrolle in der Komödie The Perfect Match zu sehen war, wurde bekannt, dass sie einen neuen Vertrag mit Epic unterschrieben habe und die Single Make Up kurz vor der Veröffentlichung stehe. Im Sommer wirkte sie an der Neuaufnahme des Titels Where is the love? von den Black Eyed Peas mit.
Seit September 2019 ist sie mit dem Personal-Trainer Alex Fine verheiratet. Sie haben drei Kinder.

## Klage gegen Sean Combs
2023 klagte sie gegen Sean Combs wegen sexuellen Missbrauchs und Vergewaltigung. Mit dem 17 Jahre älteren Rapper war sie elf Jahre zusammen gewesen. Die Zivilklage wurde gegen Zahlung eines Geldbetrages unbekannter Höhe  eingestellt. Es folgten Klagen von mehr als 100 weiteren Opfern.
Im Mai 2025 begann ihre Aussage vor Gericht, in der sie die Misshandlungen schilderte.

## Diskografie

### Alben
| Jahr | Titel Musiklabel                   | Höchstplatzierung, Gesamtwochen, AuszeichnungChartplatzierungen (Jahr, Titel, Musiklabel, Platzierungen, Wochen, Auszeichnungen, Anmerkungen) | Höchstplatzierung, Gesamtwochen, AuszeichnungChartplatzierungen (Jahr, Titel, Musiklabel, Platzierungen, Wochen, Auszeichnungen, Anmerkungen) | Höchstplatzierung, Gesamtwochen, AuszeichnungChartplatzierungen (Jahr, Titel, Musiklabel, Platzierungen, Wochen, Auszeichnungen, Anmerkungen) | Höchstplatzierung, Gesamtwochen, AuszeichnungChartplatzierungen (Jahr, Titel, Musiklabel, Platzierungen, Wochen, Auszeichnungen, Anmerkungen) | Höchstplatzierung, Gesamtwochen, AuszeichnungChartplatzierungen (Jahr, Titel, Musiklabel, Platzierungen, Wochen, Auszeichnungen, Anmerkungen) | Anmerkungen                                             |
| Jahr | Titel Musiklabel                   | DE | AT | CH | UK | US | Anmerkungen                                             |
| ---- | ---------------------------------- | --- | --- | --- | --- | --- | ------------------------------------------------------- |
| 2006 | Cassie Bad Boy Entertainment (WMG) | DE82 (1 Wo.)DE | — | CH57 (4 Wo.)CH | UK33 Silber · (8 Wo.)UK | US4 (13 Wo.)US | Erstveröffentlichung: 8. August 2006 Verkäufe: + 67.500 |

### Mixtapes
- 2013: RockaByeBaby

### Singles
| Jahr | Titel Album          | Höchstplatzierung, Gesamtwochen, AuszeichnungChartplatzierungen (Jahr, Titel, Album, Platzierungen, Wochen, Auszeichnungen, Anmerkungen) | Höchstplatzierung, Gesamtwochen, AuszeichnungChartplatzierungen (Jahr, Titel, Album, Platzierungen, Wochen, Auszeichnungen, Anmerkungen) | Höchstplatzierung, Gesamtwochen, AuszeichnungChartplatzierungen (Jahr, Titel, Album, Platzierungen, Wochen, Auszeichnungen, Anmerkungen) | Höchstplatzierung, Gesamtwochen, AuszeichnungChartplatzierungen (Jahr, Titel, Album, Platzierungen, Wochen, Auszeichnungen, Anmerkungen) | Höchstplatzierung, Gesamtwochen, AuszeichnungChartplatzierungen (Jahr, Titel, Album, Platzierungen, Wochen, Auszeichnungen, Anmerkungen) | Anmerkungen                                                |
| Jahr | Titel Album          | DE | AT | CH | UK | US | Anmerkungen                                                |
| ---- | -------------------- | --- | --- | --- | --- | --- | ---------------------------------------------------------- |
| 2006 | Me & U Cassie        | DE12 (9 Wo.)DE | AT34 (9 Wo.)AT | CH11 (20 Wo.)CH | UK6 ×2Doppelplatin · (19 Wo.)UK | US3 Gold + Platin (Mastertone) · (16 Wo.)US                                                                                              | Erstveröffentlichung: 25. April 2006 Verkäufe: + 2.745.000 |
| 2006 | Long Way 2 Go Cassie | DE43 (9 Wo.)DE | — | — | UK12 Platin · (14 Wo.)UK | US97 (1 Wo.)US | Erstveröffentlichung: 28. August 2006 Verkäufe: + 600.000  |
| 2007 | Is It You Cassie     | — | — | — | UK52 (10 Wo.)UK | — | Erstveröffentlichung: 13. November 2007                    |

Weitere Singles
- 2008: Official Girl (feat. Lil Wayne)
- 2008: Addiction (Ryan Leslie feat. Cassie and Fabolous)
- 2009: Must Be Love (feat. Puff Daddy)
- 2009: Let’s Get Crazy (feat. Akon)
- 2012: King of Hearts
- 2012: The Boys (Nicki Minaj feat. Cassie)

## Filmografie
- 2008: Step Up to the Streets
- 2016: The Perfect Match
- 2016: Honey 3 - Der Beat des Lebens
- 2020: Spenser Confidential

## Auszeichnungen für Musikverkäufe
| Goldene Schallplatte - Brasilien - 2024: für die Single The Boys - Dänemark - 2023: für die Single Me & U - Kanada - 2007: für den Ringtone Me & U - 2007: für den Ringtone Me & U (Remix) - Neuseeland - 2023: für das Album Cassie | 2× Platin-Schallplatte - Neuseeland - 2024: für die Single Me & U |

Anmerkung: Auszeichnungen in Ländern aus den Charttabellen bzw. Chartboxen sind in ebendiesen zu finden.
| Land/RegionAuszeichnungen für Musikverkäufe (Land/Region, Auszeichnungen, Verkäufe, Quellen) | Silber  | Gold     | Platin     | Verkäufe  | Quellen              |
| -------------------------------------------------------------------------------------------- | ------- | -------- | ---------- | --------- | -------------------- |
| Brasilien (PMB)                                                                              | —       | Gold1    | —          | 30.000    | pro-musicabr.org.br  |
| Dänemark (IFPI)                                                                              | —       | Gold1    | —          | 45.000    | ifpi.dk              |
| Kanada (MC)                                                                                  | —       | 2× Gold2 | —          | 40.000    | musiccanada.com      |
| Neuseeland (RMNZ)                                                                            | —       | Gold1    | 2× Platin2 | 67.500    | radioscope.co.nz NZ2 |
| Vereinigte Staaten (RIAA)                                                                    | —       | Gold1    | Platin1    | 1.500.000 | riaa.com             |
| Vereinigtes Königreich (BPI)                                                                 | Silber1 | —        | 3× Platin3 | 1.860.000 | bpi.co.uk            |
| Insgesamt                                                                                    | Silber1 | 6× Gold6 | 6× Platin6 |           |                      |